# Leichtathletik-Weltmeisterschaften 2015/Teilnehmer (Serbien)
| Gelbes Symbol für Goldmedaillen mit stilisierten Olympischen Ringen | Graues Symbol für Silbermedaillen mit stilisierten Olympischen Ringen | Braundes Symbol für Bronzemedaillen mit stilisierten Olympischen Ringen |
| ------------------------------------------------------------------- | --------------------------------------------------------------------- | ----------------------------------------------------------------------- |
| —                                                                   | —                                                                     | 1                                                                       |

Der Leichtathletikverband Serbiens nominierte fünf Athleten für die Leichtathletik-Weltmeisterschaften 2015 in der chinesischen Hauptstadt Peking.

## Medaillen
Mit einer gewonnenen Bronzemedaille belegte das serbische Team Rang 32 im Medaillenspiegel.

### Medaillengewinner

#### Bronze
- Ivana Španović: Weitsprung

## Ergebnisse

### Männer

#### Laufdisziplinen
| Athlet       | Disziplin    | Vorlauf | Vorlauf | Halbfinale         | Halbfinale         | Finale             | Finale             |
| Athlet       | Disziplin    | Zeit    | Platz   | Zeit               | Platz              | Zeit               | Platz              |
| ------------ | ------------ | ------- | ------- | ------------------ | ------------------ | ------------------ | ------------------ |
| Milan Ristić | 110 m Hürden | 13,89 s | 32      | nicht qualifiziert | nicht qualifiziert | nicht qualifiziert | nicht qualifiziert |

#### Sprung/Wurf
| Athlet          | Disziplin   | Qualifikation | Qualifikation | Finale     | Finale |
| Athlet          | Disziplin   | Weite/Höhe    | Platz         | Weite/Höhe | Platz  |
| --------------- | ----------- | ------------- | ------------- | ---------- | ------ |
| Asmir Kolašinac | Kugelstoßen | 20,37 m       | 9             | 20,71 m    | 7      |

### Frauen

#### Laufdisziplinen
| Athletin     | Disziplin | Vorlauf     | Vorlauf | Halbfinale         | Halbfinale         | Finale             | Finale             |
| Athletin     | Disziplin | Zeit        | Platz   | Zeit               | Platz              | Zeit               | Platz              |
| ------------ | --------- | ----------- | ------- | ------------------ | ------------------ | ------------------ | ------------------ |
| Amela Terzić | 800 m     | DNS         | DNS     | nicht qualifiziert | nicht qualifiziert | nicht qualifiziert | nicht qualifiziert |
| Amela Terzić | 1500 m    | 4:06,07 min | 14      | 4:13,92 min        | 10                 | nicht qualifiziert | nicht qualifiziert |

#### Sprung/Wurf
| Athletin          | Disziplin  | Qualifikation | Qualifikation | Finale             | Finale             |
| Athletin          | Disziplin  | Weite/Höhe    | Platz         | Weite              | Platz              |
| ----------------- | ---------- | ------------- | ------------- | ------------------ | ------------------ |
| Ivana Španović    | Weitsprung | 6,91 m        | 1             | 7,01 m             | Bronze             |
| Dragana Tomašević | Diskuswurf | 58,98 m       | 20            | nicht qualifiziert | nicht qualifiziert |